# Poecilochroa furcata
Poecilochroa furcata är en spindelart som beskrevs av Simon 1914. Poecilochroa furcata ingår i släktet Poecilochroa och familjen plattbuksspindlar. Inga underarter finns listade i Catalogue of Life.